# Peter Lee Lawrence
Peter Lee Lawrence (nacido Karl Otto Hyrenbach; Lindau, 21 de febrero de 1944-Roma, 20 de abril de 1974) fue un actor alemán que, aunque tuvo una corta vida, disfrutó de cierta fama al interpretar diversos spaghetti western en las décadas de los años 60 y 70.
Muchas de sus películas las firmó también bajo los seudónimos de Arthur Grant y Pierre Clement.

## Biografía
Nació en la isla de Lindau, una idílica población situada sobre la costa norte del lago Constanza, en el estado de Baviera (Alemania), el 21 de febrero de 1944. Su nombre auténtico era Karl Otto Hirenbach, pero con el apogeo del género americano por excelencia, al igual que cientos y cientos de profesionales, tuvo que resguardarse bajo un seudónimo anglosajón por el bien de la distribución internacional del producto.

### Primeros años
Debutaría en el cine a la edad de 20 años de la mano del director italiano Sergio Leone, en la coproducción italo-española La muerte tenía un precio (1965), en la que aparecía sin acreditar. Su aparición se limita a un flashback en el que interpreta al cuñado –y no al yerno, como ha hecho creer la traducción de la época– del coronel Douglas Mortimer (interpretado por Lee Van Cleef) y en el que es asesinado por «el Indio» (Gian Maria Volonté).
Rubio, alto y de atractivo aspecto, pronto se haría un hueco en el cine de género que se rodaba en Italia y España y pasaría a ser protagonista principal de diferentes películas, como El hombre que mató a Billy el Niño (Julio Buchs, 1967), en la que interpretaba al famoso pistolero. En 1967 también protagoniza La furia de Johnny Kidd (Gianni Puccini) al lado de la joven actriz española Cristina Galbó, con la que acabaría casándose dos años más tarde. De esta unión nacería un hijo, David, en 1971.

### Apogeo
El joven Peter estaba en su apogeo. Fue el protagonista absoluto de Winchester, uno entre mil (Primo Zeglio, 1968), El sabor del odio (Umberto Lenzi, 1968), al lado de John Ireland, y Uno a uno sin piedad (Rafael Romero Marchent, 1968), todas ellas grandes éxitos en las taquillas españolas e italianas.
Ese mismo año, y cambiando de género, rodó Brigada suicida a las órdenes del director italiano Alfonso Brescia. Esta película estaba ambientada en la Segunda Guerra Mundial y compartió pantalla con Guy Madison y con la bella actriz italiana Erika Blanc (nacida Erica Bianchi). Esta fue el inicio de una larga colaboración con ella que duraría hasta su muerte.
Peter se convirtió en un destajista. Después de un rodaje comenzaba otro, cuando no simultaneaba varios. Otros títulos en los que participó fueron Sin aliento (Fernando Cerchio, 1969), Tiempos de Chicago (Julio Diamante, 1969), un film de gánsters, o Garringo (Rafael Romero Marchent, 1970), un western bastante superior a la media.
En 1971 protagonizaba Belleza negra, de James Hill, basada en el famoso cuento de Anna Sewel publicado en 1877. Durante estos años, en los que el spaghetti western ya se había contaminado por el humor del fenómeno Le llamaban Trinidad, Peter siguió en primera línea de fuego con cintas como Reza por tu alma... y muere (Tulio Demicheli, 1970), La muerte busca un hombre (José Luis Merino, 1971), Cuatro pistoleros de Santa Trinidad (Giorgio Cristallini, 1971) o Un dólar para Sartana (León Klimovsky, 1971). En 1972 actuó en Una bala marcada (Juan Bosch) y en 1973 en Un dólar de recompensa (Rafael Romero Marchent), sus dos últimos westerns, el género que le dio la fama.
Después de unas cuantas películas coprotagonizadas con Erika Blanc y su participación en las cintas españolas Tarzán y el arco iris (Manuel Caño, 1972) y Los caballeros del botón de ancla (Ramón Torrado, 1974), rodaría su último filme, Il bacio di una morta (Carlo Infascelli, 1974), una nueva versión de la novela de Carolina Invernizio que ya había sido llevada a la pantalla por Guido Brignone en los años 40.

### Muerte
El 20 de abril de 1974, Peter Lee Lawrence moría a la edad de 30 años. En 1972, fue admitido en el hospital Fundación Jiménez de Madrid, con fuertes dolores de cabeza.  Fue operado por el doctor Sixto Obrador y se confirmó que sufría de glioblastoma. Fue tratado con radioterapia y quimioterapia por el profesor Wolfgang Horst en Zúrich (Suiza).
El 25 de marzo de 1974 fue admitido a la clínica Villa Stuart en Roma con fuertes dolores de estómago.  Murió el 20 de abril de 1974.  
Lo cierto es que en los escasos nueve años de carrera que tuvo, participó en una treintena de producciones y quién sabe lo que hubiera ocurrido si las cosas se hubieran sucedido de otra manera. El spaghetti western no se concibe sin su presencia, una de las más importantes y carismáticas de ese período de frenética actividad cinematográfica.

## Filmografía
| - 1965 - La muerte tenía un precio (sin acreditar) - 1965 - Io uccido, tu uccidi - 1967 - El hombre que mató a Billy el Niño - 1967 - I giorni della violenza - 1967 - Calibre 32 - 1967 - La furia de Johnny Kidd - 1968 - Winchester, uno entre mil - 1968 - El sabor del odio - 1968 - Uno a uno sin piedad - 1968 - Brigada suicida - 1969 - Manos torpes - 1969 - Sin aliento - 1969 - Tiempos de Chicago - 1970 - El tigre del Kyber - 1970 - Garringo | - 1970 - Reza por tu alma... y muere - 1971 - La muerte busca un hombre - 1971 - Cuatro pistoleros de Santa Trinidad - 1971 - Un dólar para Sartana - 1972 - Amore e morte nel giardino degli dei - 1972 - Il mio corpo con rabbia - 1972 - La mano lunga del Padrino - 1972 - Tarzán y el arcoiris - 1972 - Una bala marcada - 1973 - Giorni d'amore sul filo di una lama - 1973 - Mia moglie, un corpo per l'amore - 1973 - Un dólar de recompensa - 1974 - Los caballeros del botón de ancla - 1974 - Il bacio di una morta |